# Pectinodontidae
Pectinodontidae is een familie van weekdieren uit de klasse van de Gastropoda (slakken).

## Geslachten
- Bathyacmaea Okutani, Tsuchida & Fujikura, 1992
- Pectinodonta Dall, 1882
- Serradonta Okutani, Tsuchida & Fujikura, 1992